# Petrovo Selo
Petrovo Selo (kyrillisch: Петрово Село) ist ein Dorf in der Opština Kladovo und im Bezirk Bor im Osten Serbiens, etwa fünf Kilometer südlich der Donau, die hier die Grenze zu Rumänien bildet.

## Einwohner
Die Volkszählung 2002 (Eigennennung) ergab, dass 129 Menschen im Dorf leben. Davon waren:
|               | Anzahl | Prozent |
| Gesamt        | 129    | 100     |
| Serben        | 82     | 63,56   |
| Montenegriner | 45     | 34,88   |
| Rumänen       | 1      | 0,77    |
| Jugoslawen    | 1      | 0,77    |

Weitere Volkszählungen:
- 1948: 1222
- 1953: 1209
- 1961: 1144
- 1971: 0589
- 1981: 0376
- 1991: 0224

## Massengrab von Petrovo Selo
Im Jahr 2001 wurde in der Nähe des Dorfes ein Massengrab mit mindestens 39 Leichen gefunden. Es wird angenommen, dass es sich um Opfer von Gewaltakten im Zusammenhang mit dem Kosovokrieg 1999 handelt.